# Owls de Rice
Les Owls de Rice (en anglais : Rice Owls) sont un club omnisports universitaire de l'université Rice de Houston (Texas, États-Unis). Les équipes des Owls participent aux compétitions universitaires organisées par la National Collegiate Athletic Association. Rice fait partie de la division American Conference depuis l'été 2023. Avant cette date, les Owls évoluaient en Conference USA.
Le baseball a permis aux Owls de gagner leur premier titre national (College World Series). C'était en 2003. En 2006, Rice se classa troisième du tournoi national. Le baseball est, de loin, le meilleur programme sportif de Rice. Les Owls restent en effet sur une série de 12 titres de conférence consécutifs : le dernier titre de la Southwest Athletic Conference, dix titres en Western Athletic Conference et un en Conference USA. Parmi les anciens membres des Owls de Rice devenus professionnels, citons Lance Berkman des Astros de Houston.
L'équipe de football américain a déjà pris part à de prestigieux bowls de fin de saison. Les Owls se sont ainsi imposés lors de l'Orange Bowl en 1947 et se sont inclinés en 1961 au Sugar Bowl. 

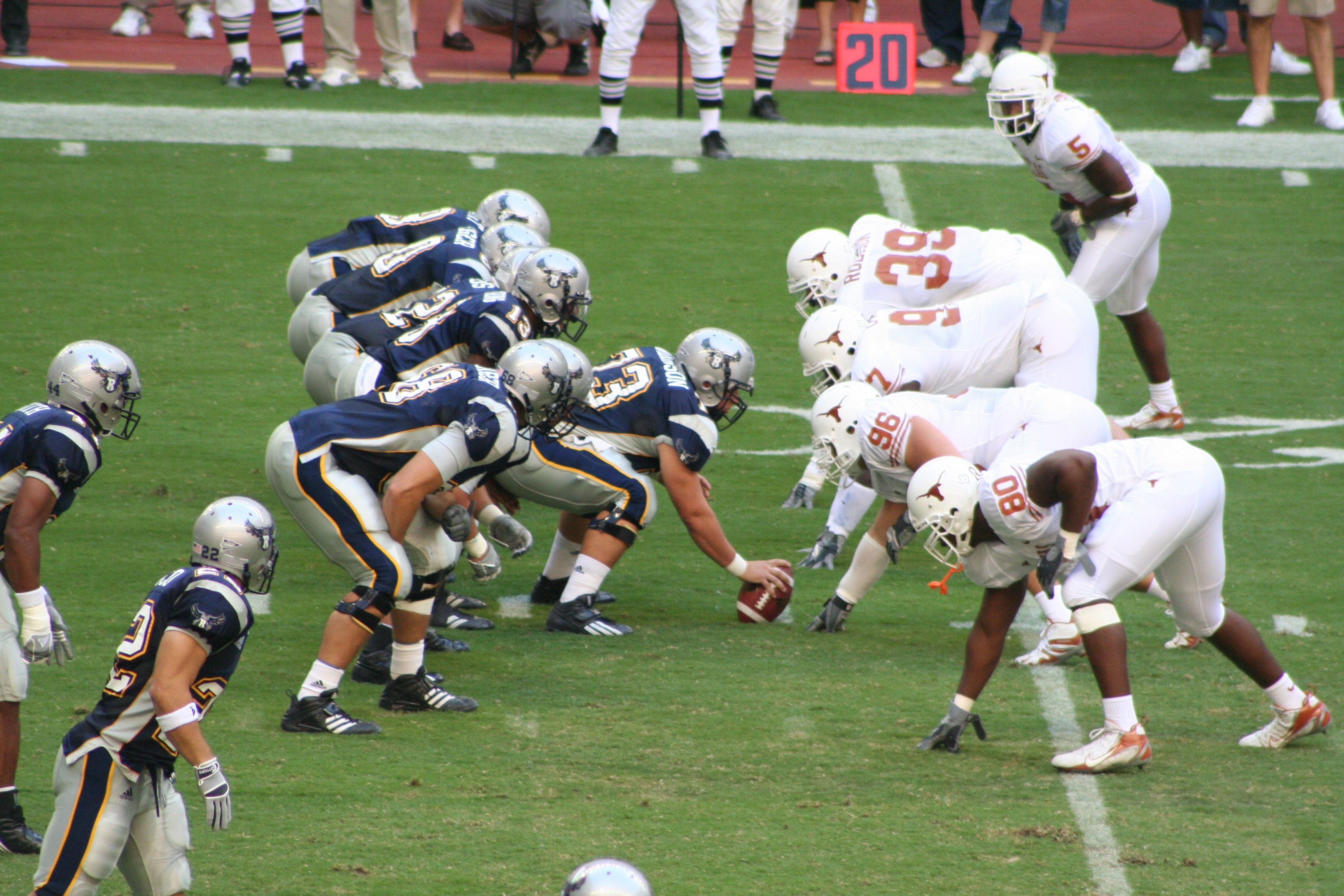
Rice en bleu face aux Longhorns du Texas en blanc